# Kottmar
Der Kottmar (oberlausitzisch-umgangssprachlich Kupper, obersorbisch Kotmar) ist ein Berg des Lausitzer Berglandes im Landkreis Görlitz mit einer Höhe von 582 m ü. NHN. Der Berg ist ebenso wie der in unmittelbarer Nähe liegende Schlechteberg in Ebersbach und der Löbauer Berg ein erloschener Vulkan des tertiären Vulkanismus. Er besteht aus Phonolith (Klingstein), einem vulkanischen Ergussgestein.

## Geschichte
Am 16. März 1311 kaufte die Stadt Löbau den Kottmarberg für 80 Mark Silber von dem Markgrafen von Brandenburg.
Infolge des Oberlausitzer Pönfalls im Jahre 1547 musste die Stadt den Kottmar abgeben, konnte ihn aber später zurückerwerben.
Um Holzdiebstähle zu verhindern, hatten im Jahre 1662 die Löbauer Ratsherren am Kottmar ein Försterhaus errichten lassen.
In den folgenden Jahren entstand dort eine Siedlung, die erst 1691 vom sächsischen Kurfürsten Johann Georg III. genehmigt wurde.

## Lage und Umgebung

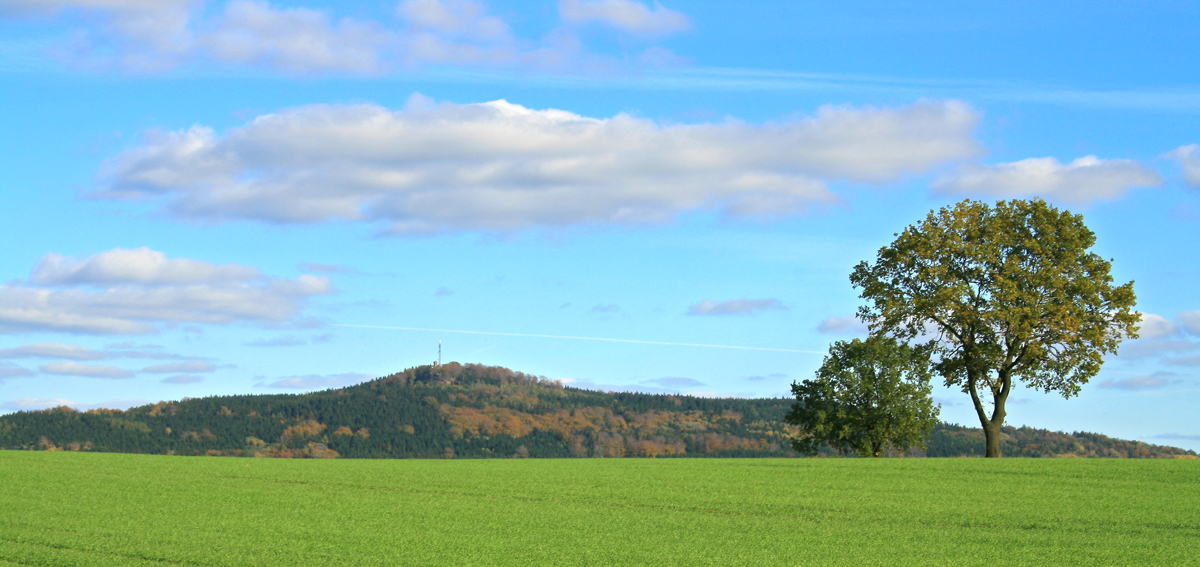
Kottmar von Ebersbach aus betrachtet

Nordwestlich des Berges befindet sich der namensverwandte Ort Kottmarsdorf, westlich Ebersbach-Neugersdorf und südwestlich am Kottmarhang der erst 1691 kurfürstlich bewilligte Ort Walddorf. In östlicher Richtung befindet sich Ruppersdorf.
Auf dem Berg befinden sich der 1881 errichtete Kottmarturm, ein 15,5 m hoher Aussichtsturm (geschlossen), die Kottmarbaude (nicht mehr bewirtschaftet) und die Kottmarschanzen. Am Fuße des Berges entspringt eine der drei Quellen der Spree sowie das Cunnersdorfer Wasser und das Bleichewasser. Beide entwässern über die Spree in die Nordsee, während der ebenfalls am Kottmar entspringende Petersbach über die Lausitzer Neiße und Oder sein Wasser in die Ostsee leitet. Der Kottmar ist somit Teil der Nordsee-Ostsee-Wasserscheide in der Oberlausitz.

## Kottmargemeinde
Zum 1. Januar 2013 entstand die etwa 8000 Einwohner starke Gemeinde Kottmar aus den ringförmig den Berg Kottmar umschließenden Gemeinden Eibau mit Walddorf, Neueibau und Kottmarhäuser, Obercunnersdorf mit Kottmarsdorf und Niedercunnersdorf mit Ottenhain.

## Wintersport
Die Kottmarschanzen bestehen seit den 1960er Jahren und wurden in Eigenleistung von Wintersportlern sowie freiwilligen Helfern errichtet. Anfangs war das Gebiet um die Kottmarschanzen das Trainingsareal der BSG Lautex Neugersdorf. Nach der politischen Wende 1989 gründete sich der Ski-Club Kottmar, der die Anlagen im Jahre 2004 erneuerte.

## Sagen
Nach einer Sage war es die sorbische  Mittagsgöttin Mara, von der sich der Name des Berges ableitet. Nach einer anderen Sage war es der Gott Mars, der auf dem Gipfel verehrt worden sein soll und so dem Berg den Namen gab.
Eine weitere Sage berichtet von einem Zauberer der eine Grafentochter in einer Höhle in einem Kristallsarg versteckte. Andere Sagen handeln von einer einstigen Sorbenburg auf dem Bergkamm; einem Goldkeller, der sich nur in der Johannisnacht öffnete; von einer Kottmarelfe am Goldborn; von Pan Dietrich und der „Wilden Jagd“; von einem Einsiedler, der die Menschen zum Christentum bekehrte, und vom Teufel, der den Berg für sich als Wohnung zu trostlos fand und weiterzog. Eine andere Legende überliefert, dass einst der Riese Sprejnik als Herrscher über das Bautzener Land in grauer Vorzeit mit seinem starken Bogen Pfeile in das Oberlausitzer Bergland verschoss. Ein Pfeil blieb im Erdreich des Kottmar stecken und beim Herausziehen sprudelte Wasser hervor – die heutige Spreequelle am Berg war geboren. Laut einer weiteren Sage soll der Zwerg Gerbot seinen Speer von der Spreequelle am Kottmar ins Tal geschleudert haben. Wo der Ger in die Erde spießte, quoll Wasser hervor, später entstand dort die Siedlung Gersdorf, jetzt Neugersdorf. 
Am Kottmar befindet sich ein Wanderweg mit Erklärungstafeln und Installationen zu 10 Sagen. 

## Sendeanlage
Der Kottmar trug lange Zeit einen Fernsehumsetzer zur Versorgung der umliegenden Gemeinden, insbesondere Eibaus, das durch den Berg vom Sender Löbau abgeschattet ist. Er wurde im Sommer 2007 nach Jahrzehnten des Betriebes ersatzlos abgeschaltet.

## Galerie

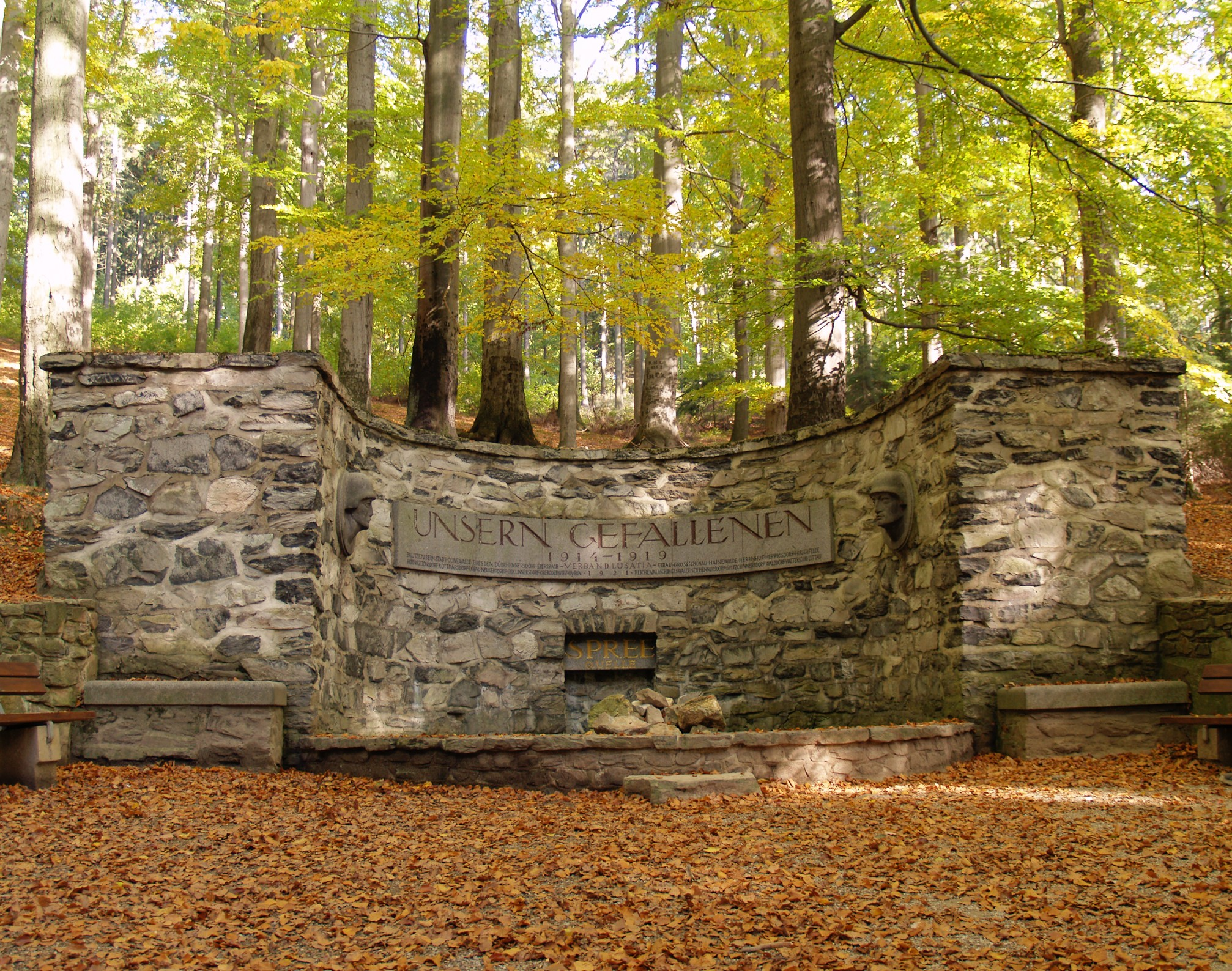
Spreequelle Kottmar
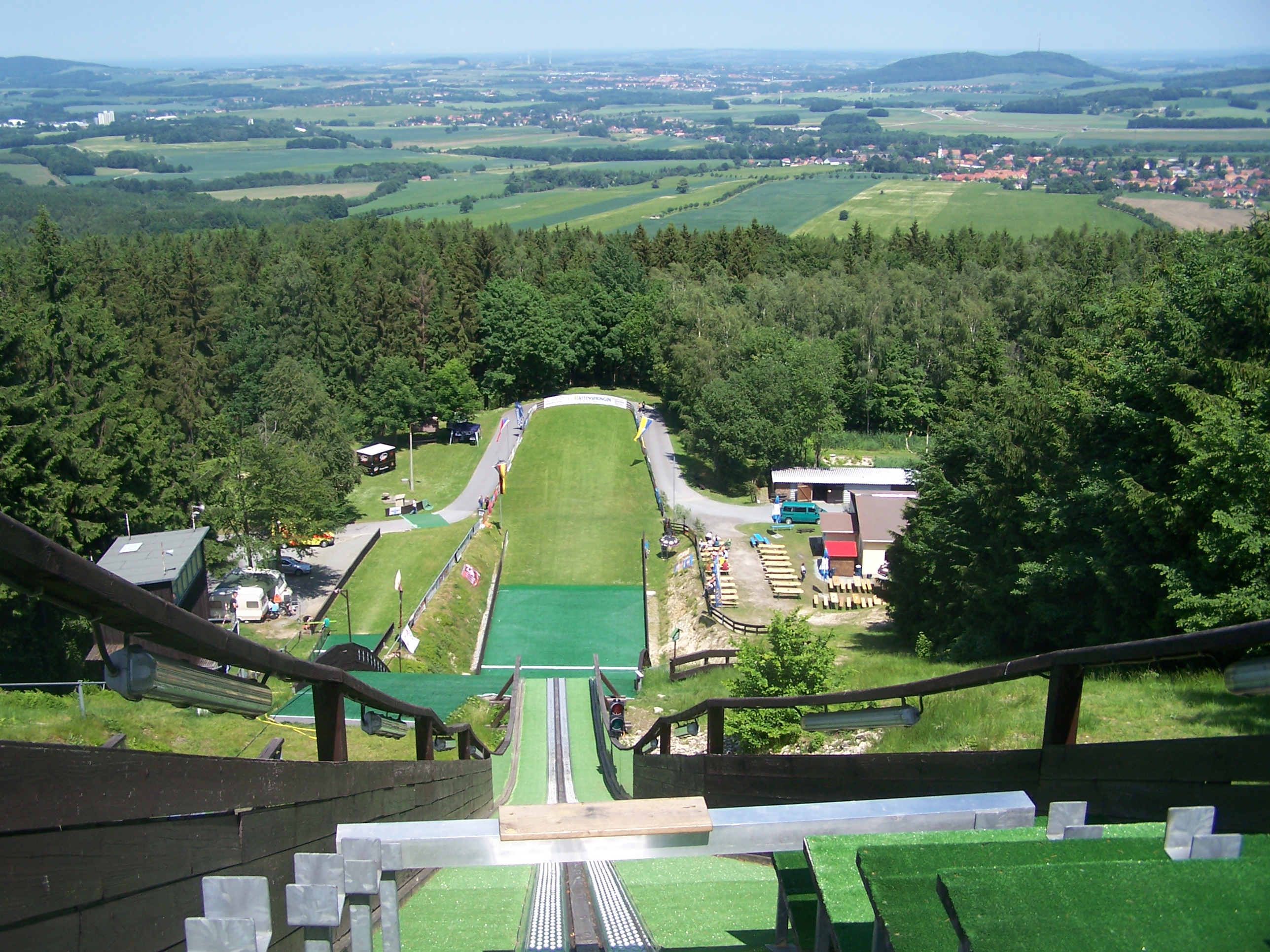
Blick von den Kottmarschanzen in Richtung Norden
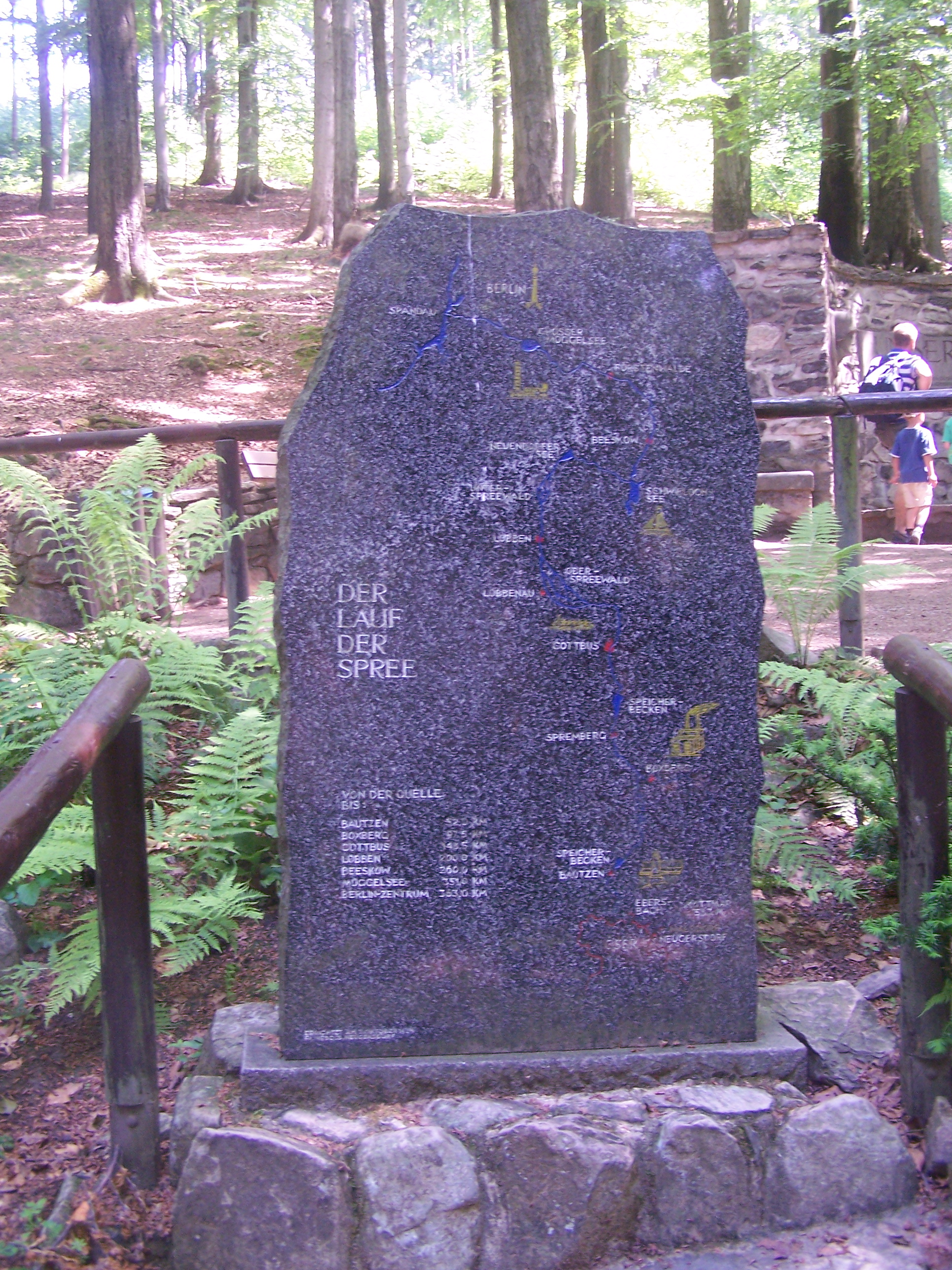
Granittafel mit dem Verlauf der Spree, an der Spreequelle
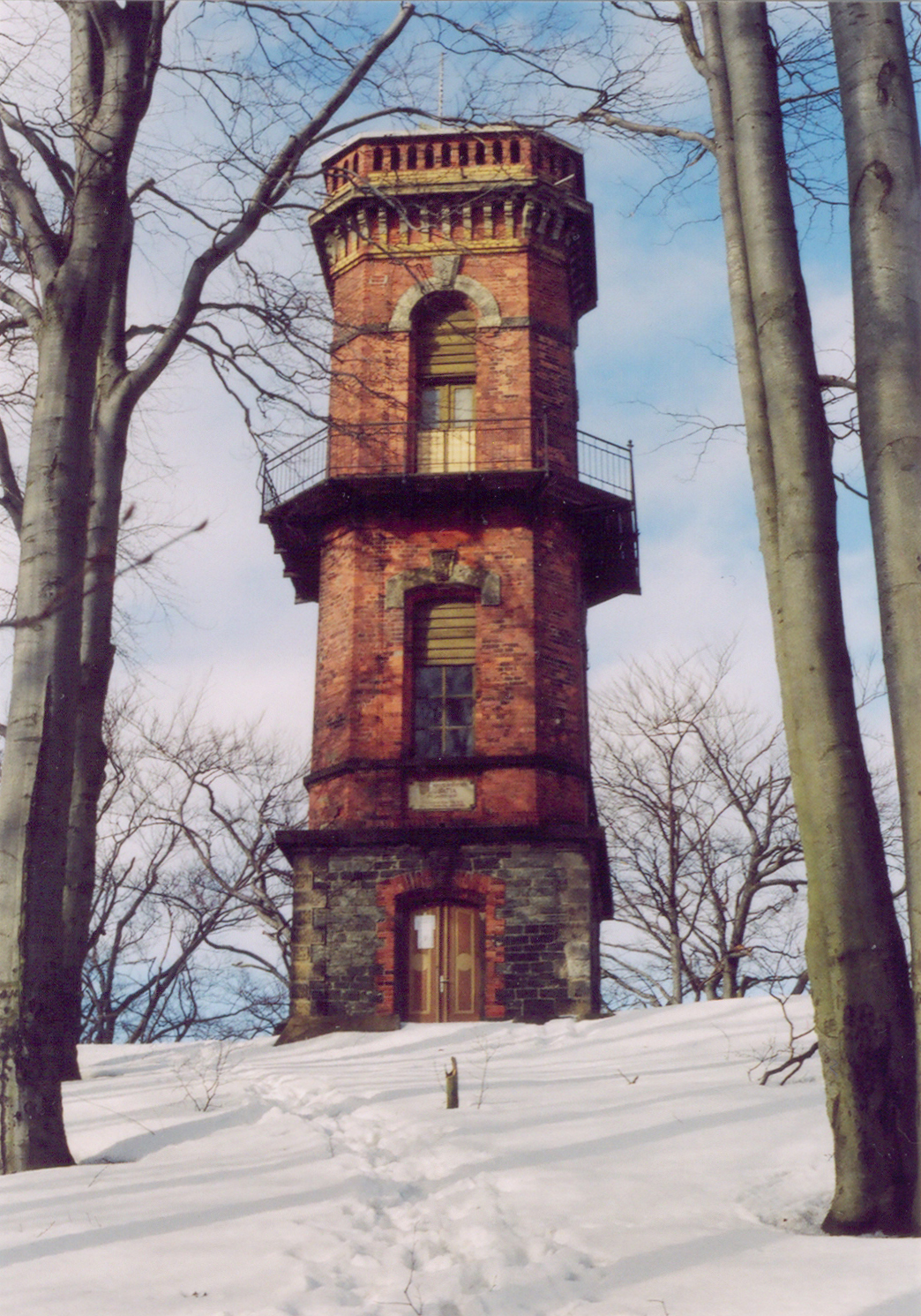
Aussichtsturm
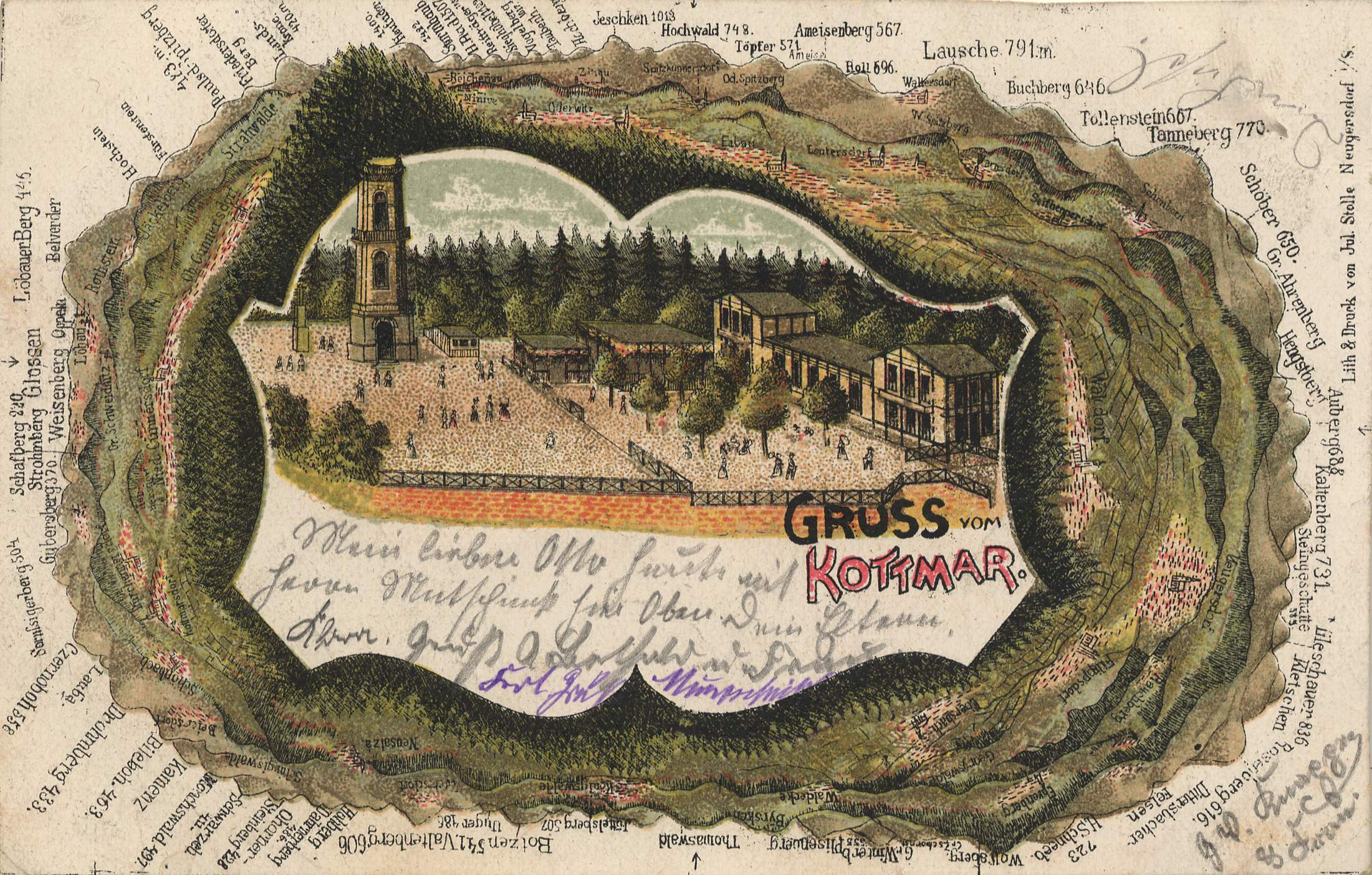
Ansichtskarte mit 360°-Panorama vom Kottmar